# Манкисум
Манкисум (возможно, Телль-Курр) —  древний город в Центральной Месопотамии. Был расположен на реке Тигр или вблизи неё, к западу или северо-западу от Эшнунны. За обладание городом в XIX—XVIII веках до н. э. соперничали царства Вавилон, Эшнунна, Ассирия и Элам.

## История
Манкисум был присоединён к Вавилону царём Апиль-Сином (1830—1813 до н. э.) и оказался на северной границе территории, контролируемой Вавилоном. Вскоре город перешёл к царству Эшнунна, находившемуся под властью царя Нарам-Сина (1822—1812 до н.э.).
Ещё несколькими десятилетиями позже город перешёл под контроль ассирийского царя Шамши-Адада I (1796—1775), установившего границу с Эшнунной между Манкисумом и городом Упи. В ответ на это эшнуннский царь Дадуша (1788—1779 до н. э.) стал собирать в Упи войска, готовя нападение на Манкисум. Дадуша предложил вавилонскому царю Хаммурапи (1793—1750 до н. э.) также принять участие во вторжении, но Хаммурапи отклонил предложение. После военного вторжения Дадуша возвратил контроль над Манкисумом.
В 1765 году до н. э. Эшнунна была захвачена эламитами, что позволило Хаммурапи овладеть и Манкисумом, и Упи. Эламский царь послал Хаммурапи ультиматум, требуя вернуть ему города, ранее принадлежавшие Эшнунне. После отказа Хаммурапи эламиты захватили Манкисум и пошли от него вниз по течению Тигра, осадив Упи.
В 1764 году до н. э. войска эламитов ушли из Месопотамии. Хаммурапи начал переговоры с новым царём Эшнунны Цилли-Сином (1764—1762 до н. э.), стремясь дипломатическим путём решить вопрос о контроле над Манкисумом и другими городами региона, в частности Упи и Шахадуни. Он предложил два варианта: либо все города возвращаются Вавилону, которому они принадлежали при царе Апиль-Сине, деде Хаммурапи, либо Манкисум передаётся Эшнунне, при условии, что Эшнунна компенсируют Хаммурапи, расходы, которые он понёс, пытаясь освободить город от эламитов. Города же к югу от Манкисума в любом случае должны были остаться под вавилонским контролем. Цилли-Син сначала отклонил эти предложения, но согласился с ними примерно через год.
В 1760 году до н. э. Хаммурапи одержал в Манкисуме решительную победу над армией Эшнунны, что позволило ему захватить Манкисум и территорию на обоих берегах Тигра вплоть до границы с Субарту.